# Kerio Valley Airport
Kerio Valley Airport (engelska: Kimwarer Airport) är en flygplats i Kenya. Den ligger i den västra delen av landet, 220 km nordväst om huvudstaden Nairobi. Kerio Valley Airport ligger 1 307 meter över havet.
Terrängen runt Kerio Valley Airport är varierad. Runt Kerio Valley Airport är det ganska tätbefolkat, med 80 invånare per kvadratkilometer. Trakten runt Kerio Valley Airport består i huvudsak av gräsmarker.